# Telescoopsom
In de wiskunde is een telescoopsom een partiële som van een rij getallen waarvan  de termen zo in twee delen zijn gesplitst dat van opeenvolgende termen een van de delen wegvalt tegen een deel van de vorige term en dat daarbij het resterende deel weer wegvalt tegen een deel van de daarop volgende term. De hele som schuift als het ware als een telescoop in elkaar, waarna alleen een deel van de eerste en een deel van de laatste term overblijven. De opsplitsing houdt in dat de termen bestaan uit de successieve verschillen van twee opeenvolgende termen van een andere rij getallen.
De techniek die gebruikt wordt om een deel van een term te laten wegvallen tegen een deel van de daaropvolgende term, wordt de methode van verschillen of de telescoopprocedure genoemd.
De toepassing van de telescoopsom is het vinden van de juiste opsplitsing van een reeks, waarmee de partiële sommen tot telescoopsommen worden.

## Definitie
Is {\displaystyle (t_{k})_{k\in \mathbb {N} _{0}}} een getallenrij, dan heet {\displaystyle s_{n}} met
{\displaystyle s_{n}=\sum _{k=0}^{n-1}(t_{k+1}-t_{k})}
een telescoopsom.
De sommen zijn de partiële sommen van de reeks {\displaystyle (a_{k})_{k\in \mathbb {N} _{0}}} met 
{\displaystyle a_{k}=t_{k+1}-t_{k}}
Dit geeft:
{\displaystyle s_{n}=(t_{1}-t_{0})+(t_{2}-t_{1})+\ldots +(t_{n-1}-t_{n-2})+(t_{n}-t_{n-1})=t_{n}-t_{0}}
Ook is eenvoudig in te zien dat:
{\displaystyle s_{n}=\sum _{k=0}^{n-1}(t_{k+1}-t_{k})=\sum _{k=0}^{n-1}t_{k+1}-\sum _{k=0}^{n-1}t_{k}=\sum _{k=1}^{n-1}t_{k}+t_{n}-\sum _{k=1}^{n-1}t_{k}-t_{0}=t_{n}-t_{0}}

## Convergentie
Uit dit laatste blijkt dat de rij {\displaystyle (s_{k})} dan en slechts dan convergent is, als de rij {\displaystyle (t_{k})} convergent is. Of ook:
{\displaystyle {\underset {n\ \to \ \infty }{\mathop {\lim } }}\,{{s}_{n}}=\sum \nolimits _{k=0}^{\infty }{({{t}_{k+1}}-{{t}_{k}})=L-{{t}_{0}}\ \ \ \Leftrightarrow \ \ \ {\underset {n\ \to \ \infty }{\mathop {\lim } }}\,{{t}_{n}}=L}}

## Voorbeelden

### 1
Gegeven is de getallenrij {\displaystyle \left({\tfrac {1}{2}},{\tfrac {1}{6}},{\tfrac {1}{12}},{\tfrac {1}{20}},\ldots \right)}, met als algemene term:
{\displaystyle a_{k}={\tfrac {1}{k(k+1)}}\quad (k=1,2,3,\ldots )}
Deze term kan worden gesplitst in:
{\displaystyle a_{k}={\tfrac {1}{k(k+1)}}={\tfrac {1}{k}}-{\tfrac {1}{k+1}}}
De rij {\displaystyle (s_{n})} van de partiële sommen van {\displaystyle (a_{k})} is dan:
{\displaystyle {\begin{array}{l}s_{1}=a_{1}=1-{\tfrac {1}{2}}\\s_{2}=a_{1}+a_{2}=(1-{\tfrac {1}{2}})+({\tfrac {1}{2}}-{\tfrac {1}{3}})=1-{\tfrac {1}{3}}\\s_{3}=a_{1}+a_{2}+a_{3}=(1-{\tfrac {1}{2}})+({\tfrac {1}{2}}-{\tfrac {1}{3}})+({\tfrac {1}{3}}-{\tfrac {1}{4}})=(1-{\tfrac {1}{3}})+({\tfrac {1}{3}}-{\tfrac {1}{4}})=1-{\tfrac {1}{4}}\\s_{4}=(1-{\tfrac {1}{4}})+({\tfrac {1}{4}}-{\tfrac {1}{5}})=1-{\tfrac {1}{5}}\\\vdots \\s_{k-1}=(1-{\tfrac {1}{k-1}})+({\tfrac {1}{k-1}}-{\tfrac {1}{k}})=1-{\tfrac {1}{k}}\\s_{k}=(1-{\tfrac {1}{k}})+({\tfrac {1}{k}}-{\tfrac {1}{k+1}})=1-{\tfrac {1}{k+1}}\\\end{array}}}
Het komt er dus telkens op neer dat, bij juiste splitsing van de termen, alleen het eerste deel van de eerste term en het laatste deel van de laatste term van zo’n partiële som overblijven.

### 2. Meetkundige rij
Voor de meetkundige rij {\displaystyle (1,x,x^{2},\ldots ,x^{k},\ldots )} geldt voor gehele waarden van {\displaystyle n\geq 1}:
{\displaystyle {\begin{aligned}(1-x)\sum \nolimits _{k=0}^{n}{{x}^{k}}&=(1-x)(1+x+{{x}^{2}}+\ldots +{{x}^{n}})=\\{}&=(1-x)+(x-x^{2})+(x^{2}-x^{3})+\ldots +(x^{n}-x^{n+1})=\\{}&=1-x^{n+1}\\\end{aligned}}}
Ook hierbij is dus sprake van een telescoopsom.

### 3. Som van faculteiten
Er geldt bij het gebruik van de faculteitsfunctie:
{\displaystyle \sum _{k=1}^{n}k!\cdot k=(n+1)!-1}
Immers, met vervanging van de factor {\displaystyle k} door {\displaystyle (k+1)-1} is:
{\displaystyle {\begin{aligned}\sum _{k=1}^{n}k!\cdot k&=\sum _{k=1}^{n}k!\cdot ((k+1)-1)=\sum _{k=1}^{n}((k+1)!-k!)=\\&=(2!-1!)+(3!-2!)+\ldots +(n!-(n-1)!)+((n+1)!-n!)=\\&=-1!+(n+1)!\\\end{aligned}}}

### 4. Som van sinussen
Volgens een vergelijking uit de goniometrie, namelijk een van de formules van Simson, is:
{\displaystyle 2\cdot \sin(p)\cdot \sin(q)=\cos(q-p)-\cos(q+p)}
Daarvan gebruik makend en uitgaande van de vergelijking:
{\displaystyle \sin(k)=2\sin({\tfrac {1}{2}})\cdot \sin(k)\cdot {\frac {1}{2\sin({\tfrac {1}{2}})}}}
blijkt met {\displaystyle a={\frac {1}{2\sin({\tfrac {1}{2}})}}} dat:
{\displaystyle {\begin{aligned}\sum _{k=1}^{n}\sin(k)&=a\cdot \sum _{k=1}^{n}2\sin({\tfrac {1}{2}})\cdot \sin(k)=a\cdot \sum _{k=1}^{n}(\cos(k-{\tfrac {1}{2}})-\cos(k+{\tfrac {1}{2}}))=\\&=a\cdot \left(\cos({\tfrac {1}{2}})-\cos(n+{\tfrac {1}{2}})\right)\\\end{aligned}}}
Dus is, bijvoorbeeld:
{\displaystyle \sin(1)+\sin(2)+\sin(3)={\frac {\cos({\tfrac {1}{2}})-\cos(3{\tfrac {1}{2}})}{2\sin({\tfrac {1}{2}})}}}

### Producten
Dezelfde techniek als hierboven kan worden toegepast op (on)eindige producten waarvan de algemene factor van de vorm {\displaystyle a_{k+1}/a_{k}} is. De telescoopprocedure geeft in dit geval:
{\displaystyle P_{n}=\prod _{k=0}^{n-1}{\frac {a_{k+1}}{a_{k}}}=\prod _{k=1}^{n}{\frac {a_{k}}{a_{k-1}}}={\frac {a_{n}}{a_{0}}}}

#### 5
Met {\displaystyle 2\cos(\alpha )={\frac {\sin(2\alpha )}{\sin(\alpha )}}} en substitutie van {\displaystyle a_{k}=\sin(2^{k}\alpha )} volgt uit bovenstaande uitdrukking van {\displaystyle P_{n}}:
{\displaystyle 2^{n}\cdot \prod _{k=0}^{n-1}\cos(2^{k}\alpha )=\prod _{k=1}^{n}(2\cos(2^{k}\alpha ))={\frac {\sin(2^{n}\alpha )}{\sin(\alpha )}}}
Gevolg: Met {\displaystyle n=3} en {\displaystyle \alpha =20^{\circ }} is dan:
{\displaystyle 8\cdot \cos(20^{\circ })\cdot \cos(40^{\circ })\cdot \cos(80^{\circ })={\frac {\sin(160^{\circ })}{\sin(20^{\circ })}}={\frac {\sin(180^{\circ }-20^{\circ })}{\sin(20^{\circ })}}={\frac {\sin(20^{\circ })}{\sin(20^{\circ })}}=1}
De formule, die hieruit volgt:
{\displaystyle \cos(20^{\circ })\cdot \cos(40^{\circ })\cdot \cos(80^{\circ })={\frac {1}{8}}}
is de formule van Morrie.
Opmerking. Geen van de waarden in het linkerlid van deze identiteit is rationaal; het rechterlid is dat echter wel.

#### 6
Hierna staat als toepassing een oneindig product.
{\displaystyle {\begin{aligned}\prod _{n=2}^{\infty }\left(1-{\frac {1}{n^{2}}}\right)&={\frac {3}{4}}\cdot {\frac {8}{9}}\cdot {\frac {15}{16}}\cdot {\frac {24}{25}}\cdot \ \ldots =\prod _{n=2}^{\infty }{\frac {(n-1)(n+1)}{n^{2}}}\\&=\lim _{N\to \infty }\left(\prod _{n=2}^{N}{\frac {n-1}{n}}\cdot \prod _{n=2}^{N}{\frac {n+1}{n}}\right)\\&=\lim _{N\to \infty }\left(\left\{{{\frac {1}{2}}\cdot {\frac {2}{3}}\cdot {\frac {3}{4}}\cdot \ \ldots \ \cdot {\frac {N-2}{N-1}}\cdot {\frac {N-1}{N}}}\right\}\cdot \left\{{{\frac {3}{2}}\cdot {\frac {4}{3}}\cdot {\frac {5}{4}}\cdot \ \ldots \ \cdot {\frac {N}{N-1}}\cdot {\frac {N+1}{N}}}\right\}\right)\\&=\lim _{N\to \infty }\left({\frac {1}{N}}\cdot {\frac {N+1}{2}}\right)\\&=\lim _{N\to \infty }{\frac {N+1}{2N}}={\frac {1}{2}}\end{aligned}}}

## Websites
- (en)  Cut-the-knot: Telescoping sums, series and products
- (en)  MathWorld. Morrie's Law.